# Hendrik V van Gorizia
Hendrik V van Gorizia (overleden in 1362) was van 1338 tot aan zijn dood graaf van Gorizia. Hij behoorde tot het huis Gorizia.

## Levensloop
Hendrik V was de oudste zoon van graaf Albert II van Gorizia en diens tweede echtgenote Euphemia van Mätsch.
Na de vroege dood van zijn neef Jan Hendrik VI in 1338 erfde Hendrik V het graafschap Gorizia. Hij regeerde samen met zijn oudere halfbroer Albert III en zijn jongere broer Meinhard VI. In 1349 werd Hendrik V benoemd tot kapitein van Friuli.
Hij huwde met Cigliola, dochter van hertog Jacopo van Carrara. Het huwelijk bleef kinderloos.  